# Mouzieys-Panens
Mouzieys-Panens település Franciaországban, Tarn megyében. Lakosainak száma 249 fő (2022. január 1.). Mouzieys-Panens Bournazel, Les Cabannes, Cordes-sur-Ciel, Labarthe-Bleys, Marnaves, Milhars és Saint-Martin-Laguépie községekkel határos.

## Népesség
A település népességének változása:
| Lakosok száma | 251  | 247  | 243  | 236  | 237  | 236  | 234  | 241  | 249  |
|               | 2013 | 2015 | 2016 | 2017 | 2018 | 2019 | 2020 | 2021 | 2022 |